# 马斯克法
马斯克法，是西班牙加泰罗尼亚巴塞罗那省的一个市镇。总面积17平方公里，总人口5500人（2001年），人口密度324人/平方公里。